# Baby Boy
«Baby Boy» — пісня американської співачки Бейонсе, виконана спільно з репером Шоном Полом і включена до окремих альбомів обох виконавців Dangerously in Love і Dutty Rock відповідно. Випущена як сингл 9 вересня 2003 року, продюсерами якого виступили сама Бейонсе і Скотт Сторч.

## Список композицій
| CD single (674260.2) 1. «Baby Boy» - 4:04 2. «Baby Boy» (Junior Vasquez Club Anthem Remix) - 8:50 3. «Krazy In Luv» (Adam 12 So Crazy Remix) - 4:30 | CD-Maxi (674 287 2) 1. «Baby Boy» (Album Version) - 4:04 2. «Baby Boy» (Maurice's Nu Soul Mix) - 6:14 3. «Baby Boy» (Junior's Papadella) - 3:58 4. «Krazy In Luv» (Adam 12 So Crazy Remix) - 4:30 | 12" Maxi (674 287 6 000) 1. «Baby Boy» (Album Version) - 4:04 2. «Baby Boy» (Junior Vasquez Club Anthem Remix) - 8:50 3. «Baby Boy» (Maurice's Nu Soul Mix) - 6:14 4. «Baby Boy» (Maurice's Nu Dub Baby!) - 6:30 |